# المشروع إكس (فلم 2012)
المشروع إكس  (بالإنجليزية: Project X) هو فيلم كوميديا أمريكي صدر في سنة 2012، من إخراج نيما نورزداه وكتابة مايكل باكال ومات دريك. الفيلم يتبع 3 أصدقاء- توماس وكوستا وجي بي.- ينضمون حفلة لكسب الشعبية لكن الأمور تأخذ منحى تصاعدي خارج عن السيطرة.
المشروع إكس جرى تصويره على مدى 5 أسابيع في لوس أنجلوس وبميزانية 12 مليون $. صدر الفيلم في 2 مارس 2012 في أمريكا الشمالية والمملكة المتحدة. عائداته وصلت إلى أكثر من 100 مليون $ حول العالم. انتقد العمل بسبب التصرفات «الكريه» لشخصياته الرئيسية والنظرة الكريه للنساء وتجاهل آثار تعاطي المخدرات. نقاد آخرون أعتبروه مضحك ومثير.

## القصة
تدور أحداث الفيلم حول مجموعة من الشباب المراهقين، يجتمعون في حفلة تخرجهم، لكن الامور تخرج عن السيطرة وتنقلب الحفلة رأسا على عقب.

## الميزانية والإيرادات
بلغت تكلفة إنتاج الفيلم حوالي 12 مليون دولار بينما حقق أرباحا تقدر بـ 102.7 مليون دولار.

## روابط خارجية
- مقالات تستعمل روابط فنية بلا صلة مع ويكي بيانات